# Fotografía slit-scan

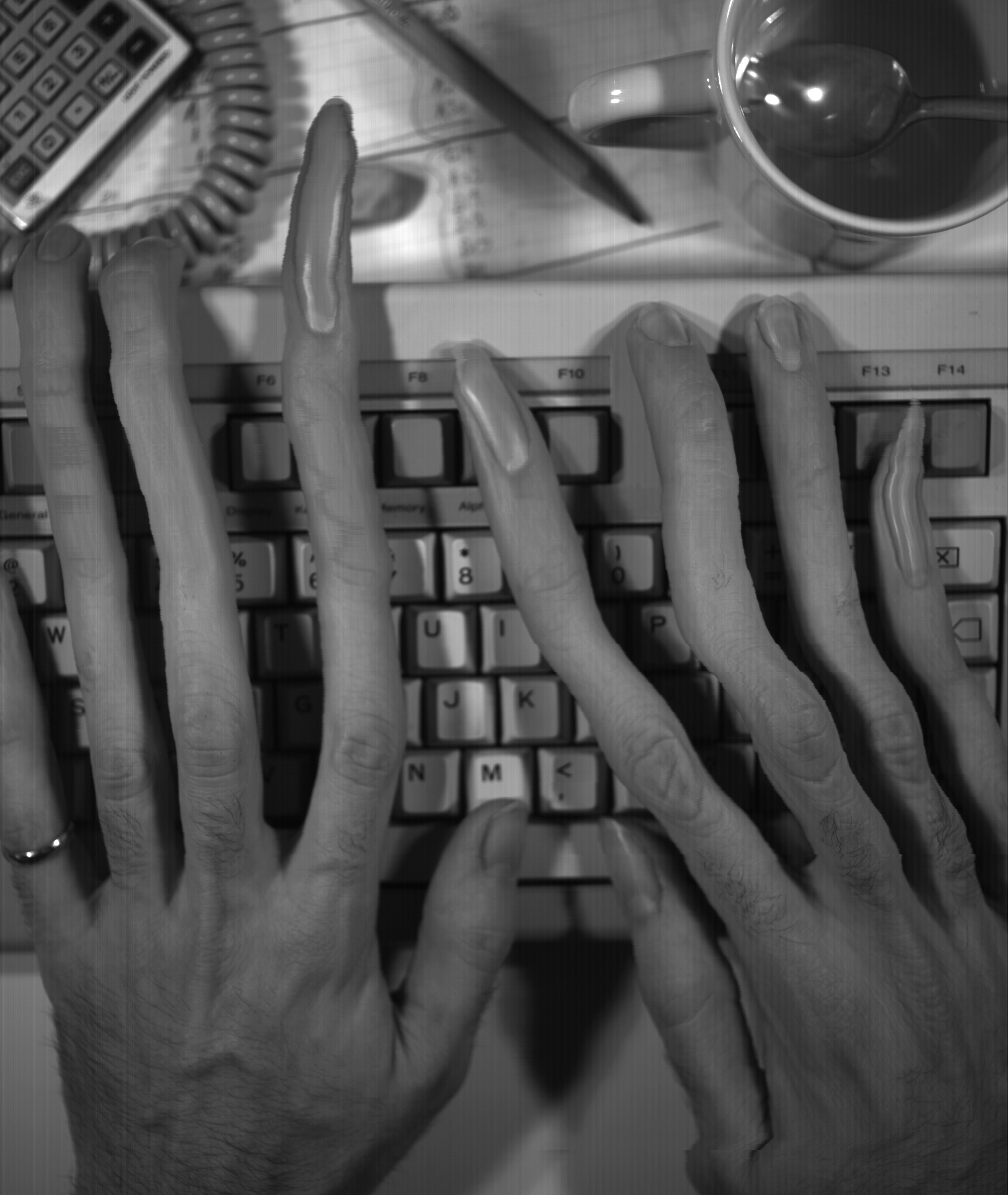
Ejemplo de una fotografía slit-scan. Aquí, el escaneo por hendidura se ejecuta de arriba abajo.

La técnica de fotografía slit-scan es un proceso fotográfico y cinematográfico en el que se inserta una diapositiva móvil, en la que se ha cortado una hendidura, entre la cámara y el sujeto a fotografiar.
De manera más general, el término se refiere a cámaras que usan una hendidura, que se usa particularmente en cámaras de escaneo en fotografía panorámica. Aunque tenga numerosas aplicaciones, este artículo trata sobre la técnica artística manual.

## Uso en cinematografía
Originalmente utilizada en fotografía estática para lograr desenfoque o deformidad, la técnica de escaneo de hendidura se perfeccionó para la creación de animaciones. Permite al director de fotografía crear un flujo psicodélico de colores. Aunque este tipo de efecto ahora se crea a menudo a través de la animación por computadora, el slit-scan es una técnica mecánica.
John Whitney lo desarrolló para los créditos iniciales de la película Vértigo de Hitchcock. Después de enviar algunas secuencias de prueba en película a Stanley Kubrick, Douglas Trumbull adaptó la técnica en 2001: A Space Odyssey en 1968 para la secuencia de la «puerta estelar» que requería una máquina hecha a medida.
Este tipo de efecto fue revivido en otras producciones, tanto para cine como para televisión. Por ejemplo, Bernard Lodge utilizó el slit-scan para crear las secuencias de título de Doctor Who para Jon Pertwee y Tom Baker utilizadas entre diciembre de 1973 y enero de 1980. La técnica también se usó en Star Trek: The Next Generation (1987-1994) para lograr el estiramiento de la nave estelar Enterprise-D al abordar el motor de curvatura. Debido al coste y la dificultad de esta técnica, las mismas tres tomas de entrada por curvatura, creadas por Industrial Light and Magic para el piloto de la serie, se reutilizaron a lo largo de ella. Otro uso a mencionar es el de Interstellar para escenas en el Teseracto al final de la película.

## Descripción

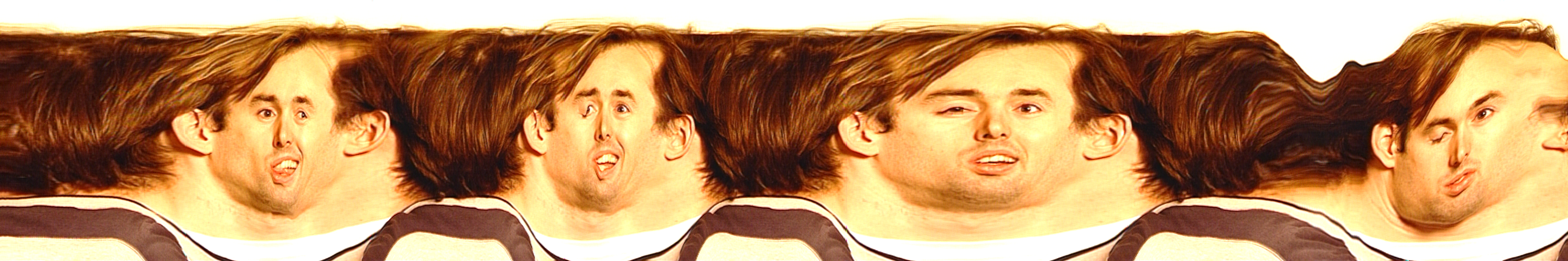
Slit-scan de la cabeza de una persona girando.

El Slit-scan es una animación creada imagen por imagen. Su principio se basa en el movimiento relativo de la cámara con respecto a una fuente de luz, combinado con un largo tiempo de exposición. El proceso es el siguiente:
1. Un diseño de color abstracto está pintado sobre un soporte transparente.
2. Este soporte se coloca sobre el cristal de una mesa retroiluminada y se cubre con un enmascaramiento opaco en el que se han tallado una o varias hendiduras.
3. La cámara (colocada en lo alto de una rampa vertical y descentrada en relación con las hendiduras de luz) toma una sola fotografía mientras desciende por la rampa. El resultado: en la parte superior de la rampa, cuando está lejos, la cámara toma una imagen bastante precisa de la hendidura de luz. Esta imagen se hace progresivamente más grande y finalmente se desplaza fuera del marco. Esto produce un rastro de luz, que se encuentra con el borde de la pantalla.
4. Estos pasos se repiten para cada imagen, despegando ligeramente el enmascaramiento, lo que al mismo tiempo produce una variación en los colores así como una variación en la posición del flujo de luz, creando así la animación.

Naturalmente, este efecto requiere mucho tiempo y, por lo tanto, es costoso de crear. Una secuencia de 10 segundos a 24 cuadros por segundo requiere un mínimo de 240 ajustes.